# 쓰시마 오메가국

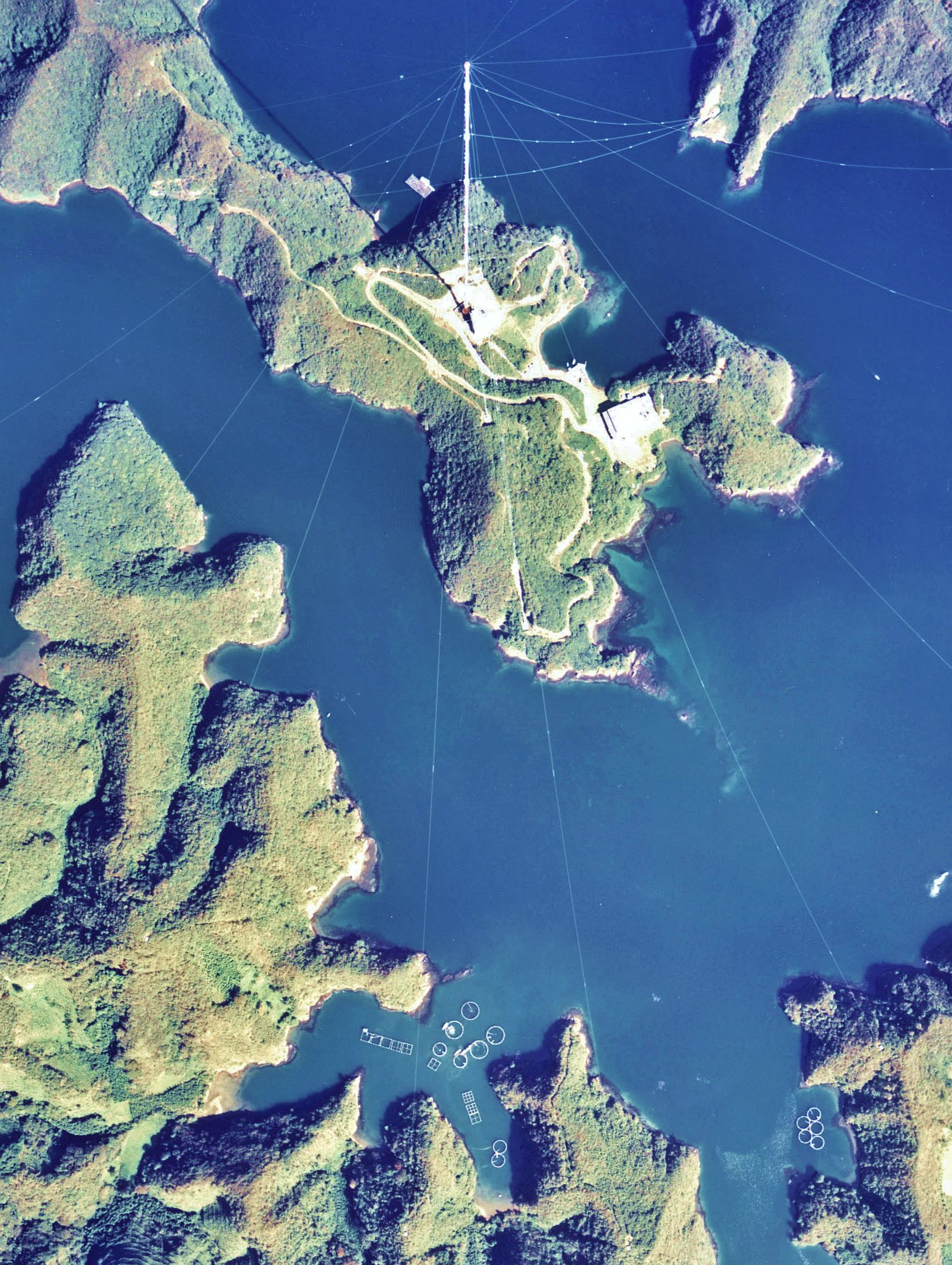
1977년에 촬영되었던 쓰시마 오메가국 전경.

쓰시마 오메가국(일본어: 対馬オメガ局)은 나가사키현 가미아가타군 가미아가타정 오마스(현재의 쓰시마시 가미아가타초 오마스)에 설치되어 있던 오메가 항법을 위한 송신국이다. 관리하고 있는 곳은 해상보안청이었다. 또한 이 탑의 정식 명칭은 쓰시마 오메가국 송신용 철탑(対馬オメガ局送信用鉄塔)이라고 하나, 약칭으로 표현한다면, "오메가 전파 철탑"이나 "오메가 타워", "오메가 탑"이라고도 표현된다. 해체되기 직전 당시의 이 탑의 높이는 454.83 미터로, 일본 최고의 건조물로 등극하게 되어 있던 내력을 가진 바 있다. 현재 높은 건조물은 2010년에 완공되었던 지상 461m 높이의 도쿄 스카이트리이지만 과거 일본 최고 높이의 구조물을 갈아치운 셈이다.

## 연혁
- 1970년 (쇼와 45년) 10월 : 건설 공사 개시
- 1974년 (쇼와 49년) 9월 : 철탑 및 공중선 공사 완료
- 1975년 (쇼와 50년) 5월 : 운용 개시
- 1998년 (헤이세이 10년) 9월 하순 : 폐국. 사유는 GPS의 보급이 주요 원인으로 드러남.
- 1999년 (헤이세이 11년) 1월 : 해체 개시
- 2000년 (헤이세이 12년) 3월 하순 : 해체 완료

## 같이 보기
- 오메가 항법
- 쓰시마섬
- 쓰시마시